# The Valley of Decision (film 1916)
The Valley of Decision  è un film muto del 1916 diretto da Rae Berger.
È l'unico film che ha visto recitare insieme, ancora bambine, le tre sorelle Bennett, Constance, Joan e Barbara. Tutte e tre appaiono nel prologo del film intitolato The Shadowland of Souls Unborn. Furono riunite sul set dai genitori Richard Bennett e Adrienne Morrison, protagonisti della storia scritta da Clifford Howard e sceneggiata dallo stesso Bennett. L'altra Bennett nel cast, Blanche, era la sorella di Richard Bennett.

## Trama
Prologo

Un prologo allegorico presenta la personificazione dei vizî, tra i quali l'avidità e l'ambizione.

Il dramma

Arnold, attento ai problemi sociali, combatte contro molti mali della società e contro il lavoro minorile. Conosce e si innamora di Jane, una nota scrittrice mentre Rhoda Lewis, un'ambiziosa politicante, lo aiuta nella sua battaglia per diventare governatore. Dopo il matrimonio, Jane resta incinta anche se il marito pensa che un bambino potrebbe intralciare la sua carriera politica, togliendogli il tempo che gli serve per i suoi progetti di leggi sociali. Comunque, felice di diventare padre, Arnold però a poco a poco si allontana dalla moglie a causa dei suoi impegni elettorali. Jane, depressa, si reca dal dottor Brainard a cui confessa i suoi problemi.
Arnold vince le elezioni, ma la moglie muore: il nuovo governatore si rende conto che niente conta più per lui. Si addormenta e sogna il figlio mai nato. Quando si risveglia, trova Jane accanto a lui nel letto: è stato tutto un incubo. E la  vita dei due sposi innamorati riprende gioiosa.

## Produzione
Il film fu prodotto dall'American Film Company e venne girato negli studi della compagnia di Santa Barbara, (California).

## Distribuzione
Distribuito dalla Mutual Film, uscì nelle sale cinematografiche statunitensi il 4 dicembre 1916.